# شاپرک قو
شاپرک قو (نام علمی: Euproctis similis) نام یک گونه از راسته پروانه‌سانان است.

## نگارخانه

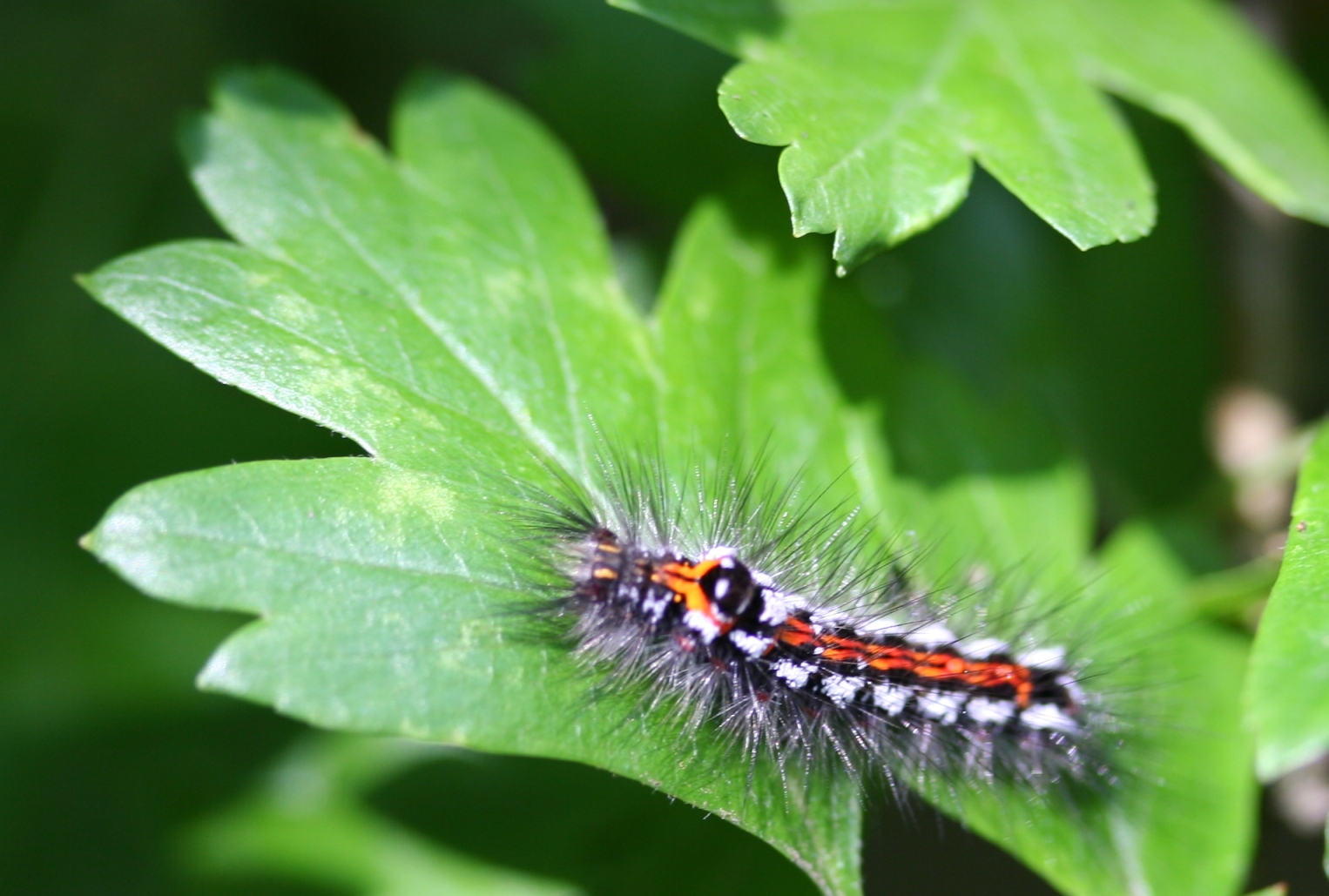
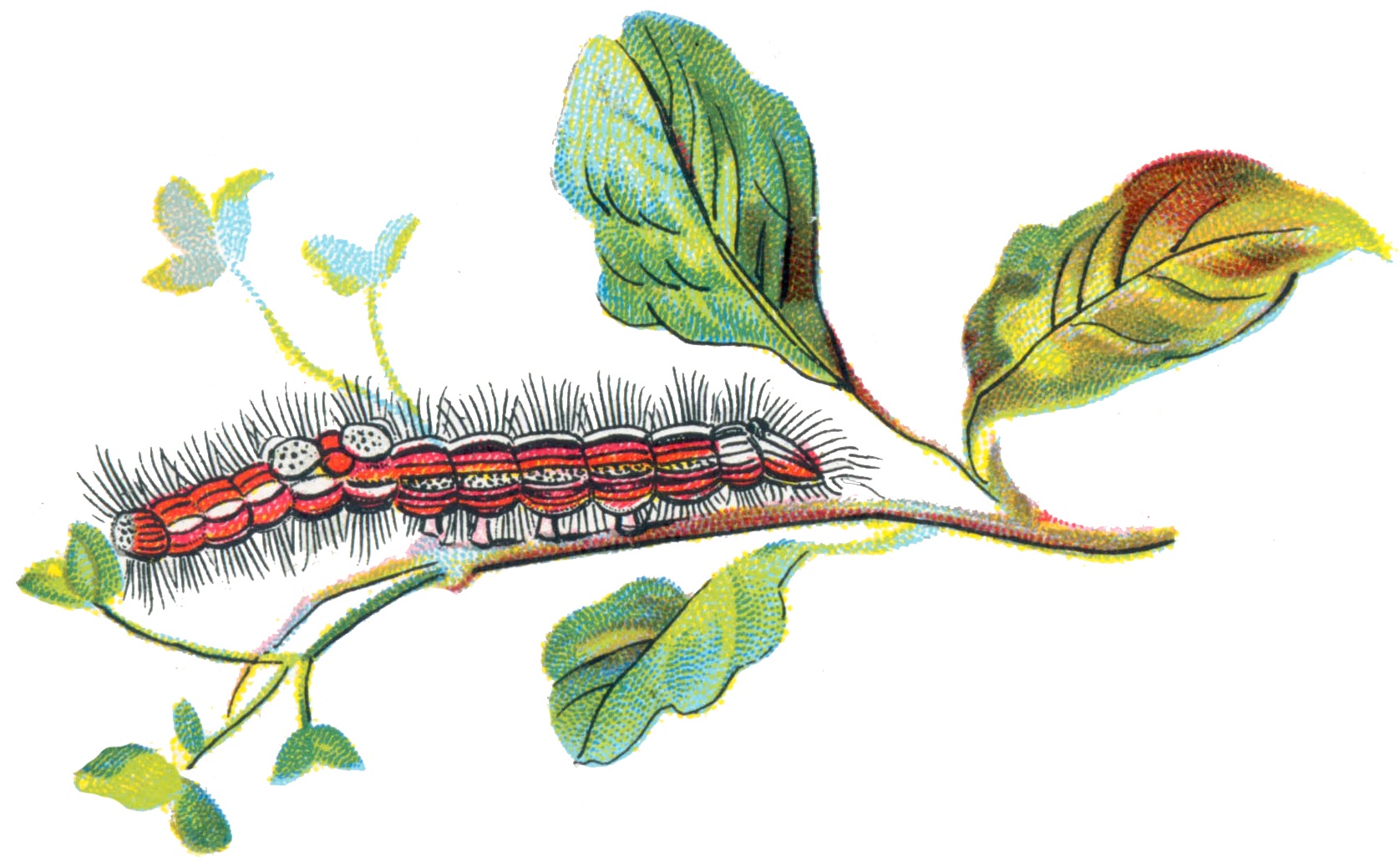
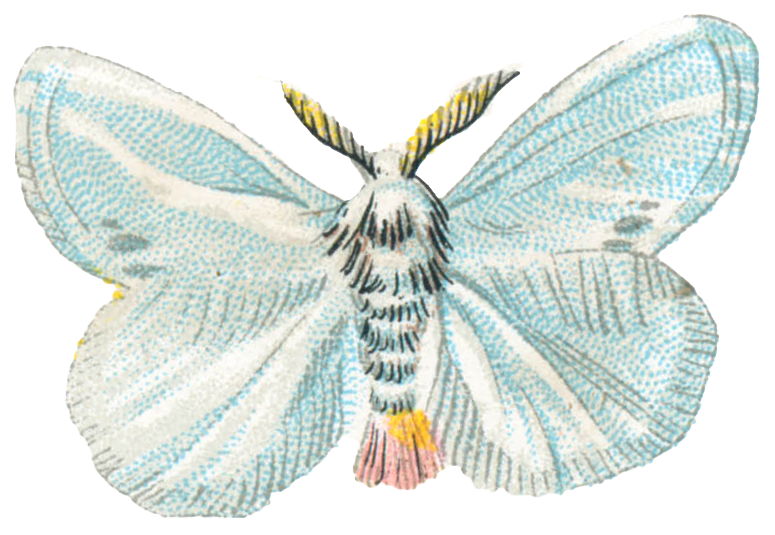